# Raymond Ebanks
Raymond Anthony Ebanks, noto anche con lo pseudonimo di B.O. Dubb, inizialmente conosciuto come B.O.W. (Londra, 2 gennaio 1970), è un rapper finlandese, voce del gruppo musicale Bomfunk MC's.

## Biografia

### Inizi
È nato a Londra da padre giamaicano e madre finlandese, e vive a Kontula, nei pressi di Helsinki, dal 1971. Ha iniziato a registrare musica da adolescente all'inizio degli anni '90 come parte del gruppo hip hop "The Master Brothers", che spesso si esibiva sui dj set nei club. Anche se non sono state fatte registrazioni, alcune delle loro esibizioni sono state registrate e sono emerse online. In questo periodo, Raymond ha rappato come ospite sulla canzone Cryin' Out di Rama.

### Soup de Loop
Nel 1995, Raymond ha collaborato con il produttore di lunga data Jaakko "JS16" Salovaara e la cantante Mari Vesala per formare il gruppo pop Soup De Loop, e ha firmato per la ormai defunta Blue Bubble Records. La loro musica era una combinazione di musica house femminile cantata e musica hip hop G-Funk, con Mari che cantava e Raymond che rappava. Il gruppo ha pubblicato un album, Brainspotting nel 1997, e diversi singoli tra cui Keep On Doing, che è stato un successo in Finlandia ed è apparso in diverse compilation dance in quel periodo. Nonostante ciò, il gruppo non ebbe alcun successo al di fuori della Finlandia. Mari lasciò il gruppo qualche tempo dopo l'uscita dell'album, e si sciolsero piuttosto che cercare un altro cantante.

### Bomfunk MC's
Dopo la rottura di Soup De Loop, Ebanks e Salovaara si sono uniti al DJ Ismo "DJ Gismo" Lappalainen per formare i Bomfunk MC's. La band è stata ingaggiata dalla Sony Music Finland a causa del fallimento della Blue Bubble Records. La band si è rapidamente fatta conoscere per la breakdance nei loro video e per i graffiti nelle copertine degli album, entrambe le cose che hanno contribuito alla loro popolarità. Nonostante le associazioni con la breakdance, la band si è esibita anche con canzoni hip hop dal ritmo più lento e con un po' più di materiale trancey in seguito. Il gruppo ha pubblicato due album con DJ Gismo, In Stereo e Burnin' Sneakers, e ha pubblicato una serie di singoli di successo, il più notevole dei quali è Uprocking Beats e Freestyler. Freestyler, in particolare, è diventata la canzone simbolo della band, per la quale sono ancora oggi ricordati.
La band è rimasta popolare in Finlandia e in Europa, ma ha perso popolarità altrove e la loro ultima pubblicazione nel Regno Unito è stata Super Electric, il cui album, Burnin' Sneakers, non è mai stato pubblicato nel Regno Unito a causa delle scarse vendite del singolo. Tuttavia, la band ha contribuito con la canzone ufficiale della Coppa del Mondo 2002 per la Svezia (Crack It) Something Goin' On, così come ha contribuito con Put Your Hands Up e We R Atomic al gioco per PlayStation Firebugs, in cui sono apparsi come personaggi giocabili. Queste apparizioni hanno fatto rivivere la popolarità della band nel Regno Unito, ma non è stato sufficiente per l'uscita dell'album. DJ Gismo ha lasciato i Bomfunk MC nel 2002 per unirsi al gruppo Stonedeep. È stato sostituito dal duo Skillsters, composto da Riku Pentti (DJ) e Okke Komulainen (tastiere).
Nel 2004, Salovaara è stato ospite di alcune canzoni dei Beats And Styles. Queste sono state erroneamente accreditate come canzoni di Bomfunk MC's.
Nel 2005 il gruppo ha firmato con la Universal/Polydor e ha pubblicato l'album Reverse Psychology. Questo album era molto diverso dai due precedenti, in quanto aveva molto più di un semplice suono hip hop, sotto questo aspetto, più in comune con il materiale Soup De Loop. L'album è stato prodotto per metà da Salovaara, e per l'altra metà da Pentti e Komulainen. La band sperimentava anche brani ispirati alla trance come Hypnotic e Turn It Up, e canzoni dance-rock come No Way In Hell e Reverse Psychology. L'album ha anche avuto un'apparizione come ospite di Kurtis Blow, dei The Breaks. Mentre l'album ha prodotto il grande successo europeo No Way In Hell, è diventato rapidamente raro, a causa della sua uscita solo in Scandinavia, Germania ed Europa dell'Est. DJ Gismo apparve sulla copertina dell'album nonostante non vi abbia contribuito.
Un po' di tempo dopo l'uscita dell'album, il gruppo si separò tranquillamente. Si è detto che ciò era dovuto al desiderio di Ebanks di ritirarsi dai riflettori. Salovaara ha continuato a produrre musica.

### Dopo Bomfunk MC's
Dopo la rottura di Bomfunk MC, Ebanks è in gran parte scomparso dall'industria musicale, anche se è stato ospite di alcuni brani.
Nel 2011 è uscita la compilation rap finlandese "Rappiotaidetta: Suomiräpin Vaippaikä", in cui Ebanks esegue una canzone intitolata "Keijo Ei Pelaa" con lo pseudonimo di Keijo K del 1990. È l'unica registrazione pubblicata di Ebanks che rappa in finlandese.
Nel 2014 l'album Brainspotting di Soup De Loop è apparso per il download digitale in tutto il mondo.

## Discografia

### Con Soup de Loop
Album
Brainspotting (1997)
Singoli
- Keep On Doing (1995)
- Love The Way (1996)
- I Gotta Get Away (1997)
- What Was Said And Done (1997)

### Con Bomfunk MC's
Album
- 1999 - In Stereo
- 2002 - Burnin' Sneakers
- 2005 - Reverse Psychology

Singoli
- Uprocking Beats (1998/1999)
- Freestyler (1999/2000)
- B-Boys & Flygirls (1999)
- Sky's The Limit (1999)
- Rocking Just To Make Ya Move (1999)
- Other Emcees (1999)
- Super Electric (2001)
- Live Your Life (con Max'C) (2002)
- (Crack It!) Something Goin' On (con Jessica Folcker) (2002)
- Back To Back (con Z-MC CD) (2002)
- No Way In Hell (2004)
- Hypnotic (con Elena Mady) (2005)
- Turn It Up (con Anna Nordell) (2005)

### Solo
Apparizioni
- Dynamite (2004)
- Kool Kat Kollabo (2003)
- This Is...Beats And Styles (2004)
- We're Not Ready Yet (2004)
- For My Peoples (2006)
- 2020 -  In The Spot